# Nankai série 50000
La série 50000 (50000系, 50000-kei) est un type de rame automotrice électrique exploité par la compagnie Nankai sur les services Rapi:t desservant l'aéroport international du Kansai au Japon.

## Description
La série comprend 6 rames fabriquées par Tokyu Car Corporation, composées de 6 voitures. Le style futuriste et rétro des rames a été conçu par l'architecte Hiroyuki Wakabayashi.
Les voitures 1 à 4 sont les voitures standards avec des rangées de 2+2 sièges. Les voitures 5 et 6 sont des voitures "Super Seat" qui dispose de rangées de 2+1 sièges.

## Histoire
Les rames sont entrées en service le 4 septembre 1994 à l’occasion de l'ouverture de l'aéroport international du Kansai. La série remporté un Blue Ribbon Award en 1995.
En août 2019, une fissure de 14 cm est apparue sur un bogie d'une rame. Après inspection de l'ensemble des rames, 8 fissures ont été détectées sur 6 bogies, toutes situées à l'endroit où un moteur électrique est soudé à la structure. En consequence, l'ensemble des bogies moteurs ont été remplacés.

## Services
Les rames sont affectées aux services Rapi:t reliant la gare de Namba à celle de l'aéroport du Kansai. Certaines rames ont effectué des services "Semboku Liner" vers la ligne Semboku Rapid Railway en raison de l'indisponibilité des rames habituelles.

## Galerie photos

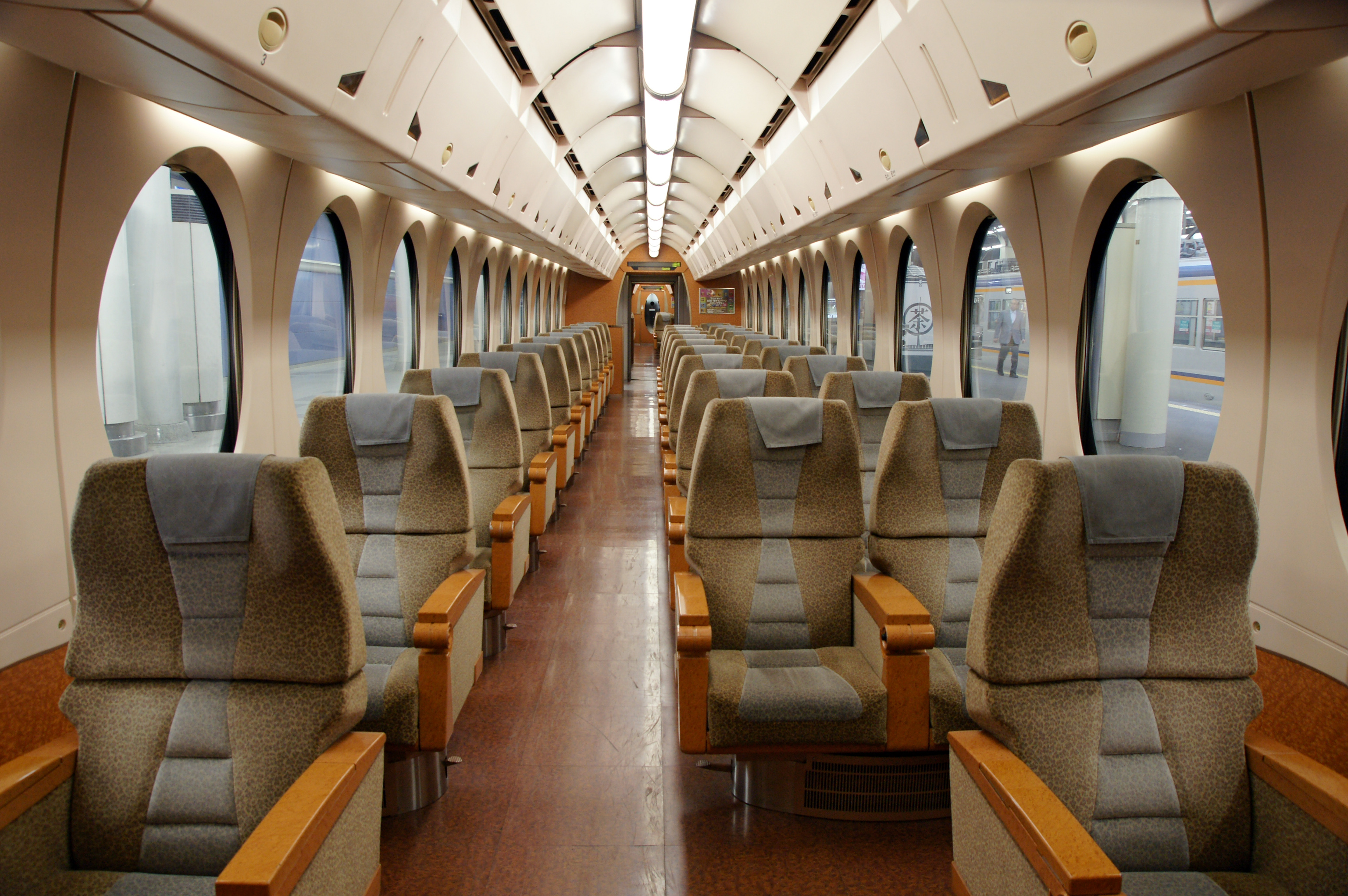
Intérieur de la classe "Super Seat".
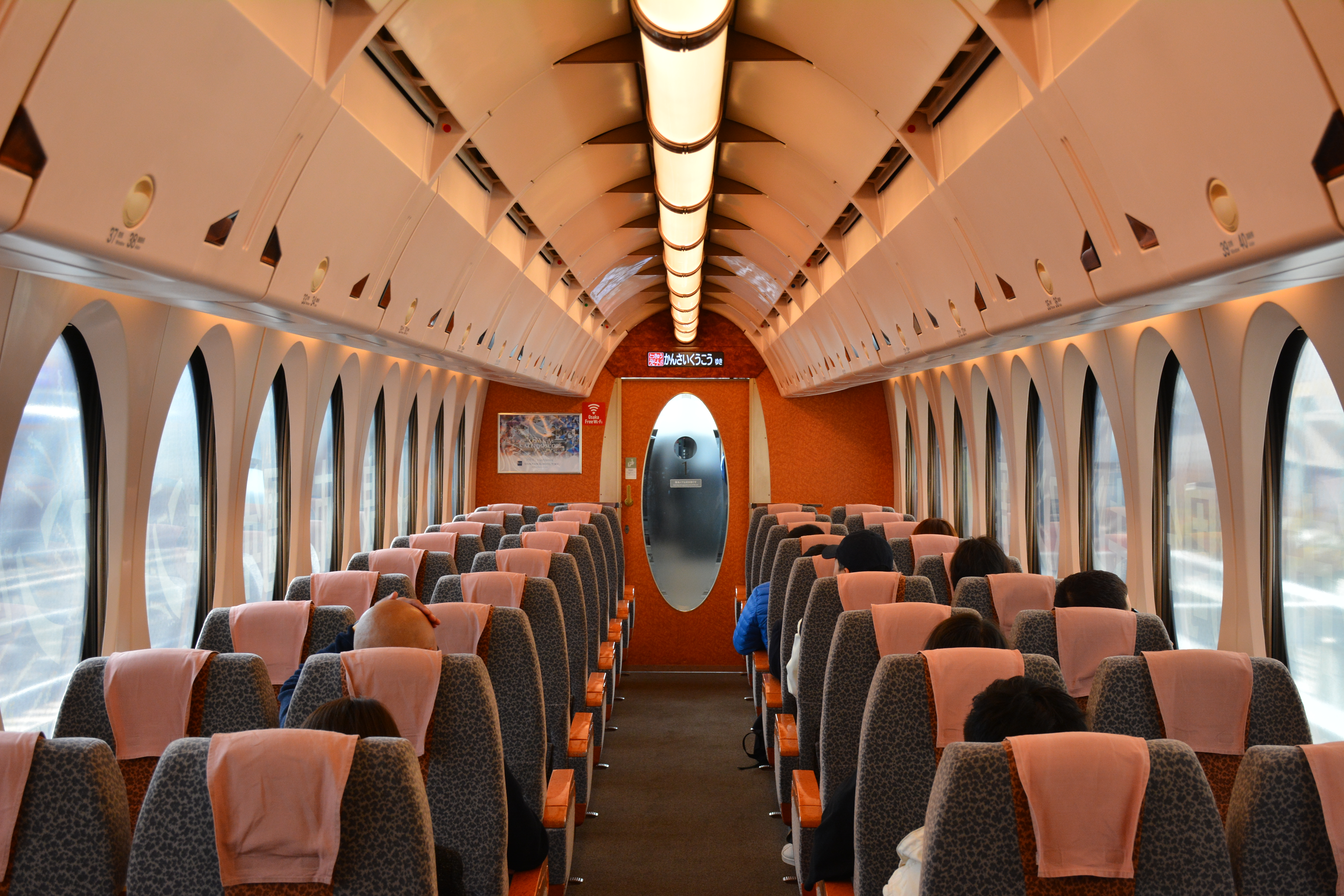
Intérieur de la classe standard.
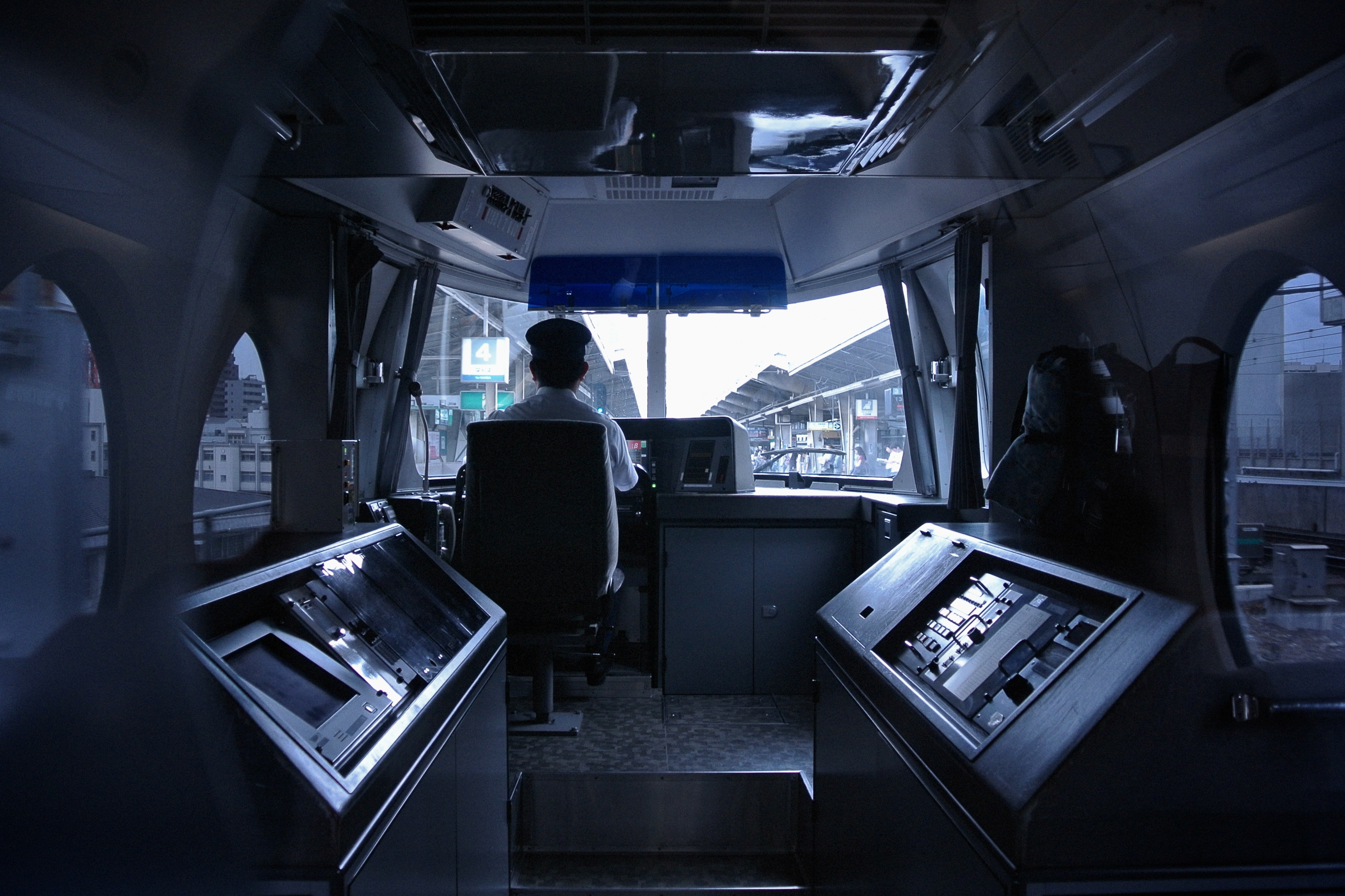
Cabine de conduite.